# Abadía de San Galo
La abadía de San Galo (en alemán Fürstabtei Sankt Gallen) fue durante muchos siglos una de las principales abadías de la Orden benedictina en Europa. Está situada en la ciudad de San Galo (en alemán: Sankt Gallen), en Suiza. Fue declarada Patrimonio de la Humanidad por la Unesco en 1983.

## Historia
El monasterio fue fundado en el año 612 y adoptó el nombre por San Galo, su fundador, un monje irlandés, compañero de san Columbano de Luxeuil. Galo murió allí en 646.
Durante el reinado de Pipino el Breve se fundó la famosa escuela de San Galo, en la cual florecieron las artes, las letras y las ciencias. Bajo el gobierno del abad Waldo de Reichenau (740-814) se copiaron numerosísimos manuscritos, formándose así una nutrida biblioteca. Muchos monjes irlandeses y sajones se establecieron en la abadía para dedicarse a la copia de manuscritos.
A petición de Carlomagno, el Papa Adriano I envió gran cantidad de cantores desde Roma, que propagaron el Canto gregoriano.
En el siglo XIII, la abadía y la ciudad, como principado independiente, estaban regidas por los abades, que adoptaron el título de príncipes del Sacro Imperio.
Bajo los auspicios del abad Pío (1630-1674) comenzaron a imprimirse libros en la abadía. En 1712, la abadía sufrió el saqueo y el expolio de gran parte de sus tesoros, siendo llevadas muchas obras a Zúrich y Berna.
En la actualidad queda poco del monasterio original medieval. La mayor parte de las edificaciones, incluida la iglesia abacial, se reedificaron en un estilo tardobarroco.

## La abadía
El complejo abacial en la época carolingia queda reflejado en un plano elaborado de la abadía suiza de San Galo, edificada alrededor de 820, en el cual puede observarse la disposición general de un monasterio importante de la época. El aspecto general del complejo es el de una ciudad de casas aisladas con calles entre ellas. Está edificado claramente de acuerdo a la regla benedictina, que establecía que, si era posible, el monasterio contuviese todo lo necesario para la vida, así como los edificios conectados más íntimamente con la vida religiosa y social de sus internados. Debía comprender un molino, una panadería, establos, así como acomodación para llevar a cabo todas las artesanías dentro de los muros, de modo que no fuese necesario para los monjes salir de los límites del monasterio.
La distribución general de los edificios queda así:

La iglesia con su claustro está situada al sur, ocupa el centro de un área cuadrangular de cerca de 430 pies cuadrados. Los edificios, como en los monasterios grandes, están distribuidos en grupos. La iglesia forma el núcleo, como centro de la vida religiosa de la comunidad. En relación más estrecha con la iglesia está el grupo de edificios apropiados para la línea monástica y sus exigencias diarias: el refectorio para comer, el dormitorio para descansar, la sala común para relacionarse, la casa del capítulo para las conferencias religiosas y disciplinarias. Estos elementos esenciales de la vida monástica estaban colocados alrededor de un claustro, el cual contenía una arcada cubierta que permitía la comunicación protegida de los elementos entre los edificios. La enfermería para monjes enfermos, con la casa del médico, y el jardín del herbolario quedan al este. En el mismo grupo que la enfermería está el jardín de los novicios. La escuela exterior, con la casa del maestro principal contra la pared opuesta de la iglesia, se halla fuera del recinto del convento, en proximidad a la casa del abad, que debía mantener constantemente vigilancia sobre ellos.

|  |  | Iglesia A. Altar mayor B. Altar de san Pablo C. Altar de san Pedro D. Nave E. Paraíso F. Torres Edificios monásticos G. Claustro H. Calefactorio, con el dormitorio encima I. Letrinas J. Casa del abad K. Refectorio L. Cocina M. Panadería y cervecería N. Sótano O. Sala, locutorio (encima: P1. Scriptorium con biblioteca [k], P2. Sacristía y vestíbulo) Q. Casa de los novicios (1. capilla; 2. refectorio; 3. calefactorio; 4. dormitorio; 5. habitación del maestro; 6. cámaras) R. Enfermería (1 a 6 como en la casa de los novicios) S. Casa del médico T. Jardín botánico U. Casa para penitencias V. Escuela W. Alojamiento del maestro de escuela X1. Casa de huéspedes para los de rango superior X2. Casa de huéspedes para los pobres Y. Cámara de huéspedes para monjes de otras órdenes Departamentos de mantenimiento Z. Granja a. Era b. Talleres c. Molinos d. Horno e. Establos f. Vaquería g. Cabrería h. Pocilga i. Ovejas k. Cámaras para sirvientes y trabajadores l. Casa del jardinero m. Granja de pollos y patos n. Casa del cuidador de pollería o. Jardín q. Panadería para pan sacramental s. Cocinas t. Baños |

Los edificios destinados a la hospitalidad se dividen en tres grupos: uno para la recepción de los huéspedes distinguidos, otro para los monjes que visitan el monasterio y otro para los viajeros peregrinos. El primero y el tercero están situados a la derecha y a la izquierda de la entrada común del monasterio. El hospicio para huéspedes distinguidos se encuentra en el lado septentrional de la iglesia, no lejos de la casa del abad; el de los huéspedes pobres se halla en el lado sur, cerca del grupo de edificios de la granja, el cual está claramente separado de los edificios monásticos. A la cocina, mantequería y oficinas se llega a través de un pasaje desde el lado oriental del refectorio y están conectadas con la panadería y la cervecería, las cuales están colocadas un poco más lejos. La totalidad de los lados sur y este están destinados a talleres, establos y granjas.
Los edificios, con algunas excepciones, probablemente estaban todos hechos de madera, excepto la iglesia. En total son 33 bloques separados.
La iglesia es cruciforme, con una nave de 9 arcadas y un ábside semicircular en cada extremo. El extremo occidental está rodeado por una columnata semicircular, dejando un «paraíso abierto» entre él y la pared de la iglesia. La totalidad del área está dividida por paneles en varias capillas. El altar mayor se  sitúa inmediatamente al este del transepto, o coro ritual, el altar de San Pablo, en el este, y el de San Pedro en el ábside occidental. Hay un campanario cilíndrico separado de la iglesia a cada lado del ábside occidental.
La innovación más importante es la clausura monástica, espacio abacial donde solo puede haber monjes, no permitiéndose la entrada a los extraños (clausura pasiva) y los monjes no pueden abandonarla sin permiso (clausura pasiva).
Este plan sería el que serviría de modelo para la construcción de otros monasterios en todo el Sacro Imperio Romano Germánico, adaptándose a las circunstancias locales.